# Île de Peilz
Die Île de Peilz ist eine kleine Waadtländer Insel im oberen Genfersee.
Sie liegt im seichten Wasser vor den Gemeinden Noville und Villeneuve, 500 m vom Ufer entfernt. Sie hat eine quadratische Form mit gemauerten Seiten, und eine Fläche von etwa 400 m². Eine grosse Platane steht auf der Insel.
Die Insel gehört den Gemeinden Noville und Villeneuve. Sie bezieht ihren Namen von der Gemeinde La Tour-de-Peilz. Die Insel war früher nur ein einfacher Fels, der aus dem Wasser ragte. Auf diesen hatten die Einwohner von Villeneuve 1797 eine grössere Insel aufgeschüttet, deren Fläche mit dem Lauf der Zeit wieder abgenommen hat. 1851 wurden drei Platanen auf der Insel gepflanzt, wovon eine noch existiert.
Die Insel wird von Lord Byron im Gedicht The Prisoner of Chillon, das die Gefangenschaft des Genfers François Bonivard im Schloss Chillon beschreibt, erwähnt:
And then there was a little isle,

Which in my very face did smile,

            The only one in view;

A small green isle, it seem'd no more,

Scarce broader than my dungeon floor,

But in it there were three tall trees,

And o'er it blew the mountain breeze,

And by it there were waters flowing,

And on it there were young flowers growing,

            Of gentle breath and hue.

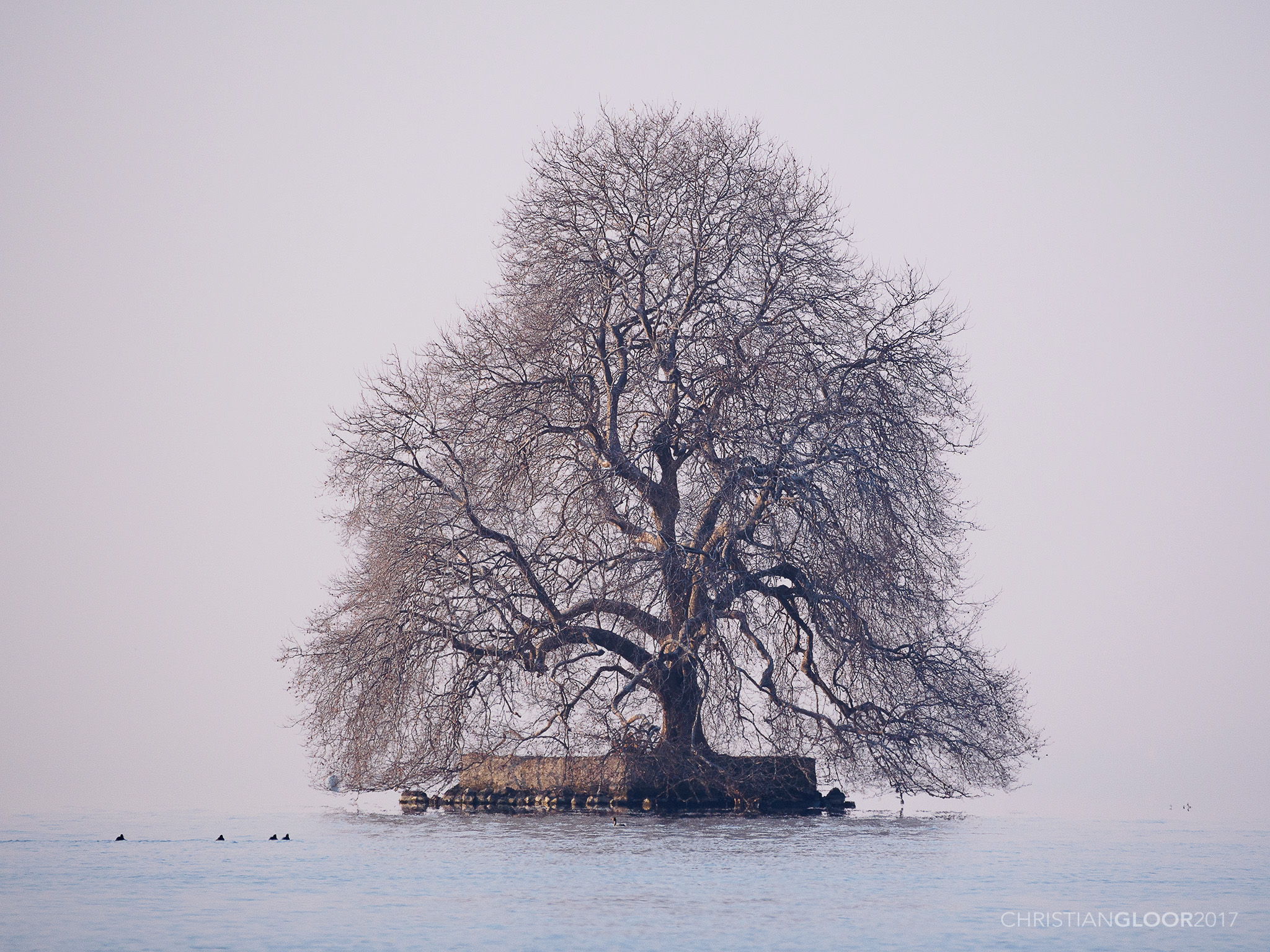
Winterliche Ansicht
- Video mit Luftaufnahmen
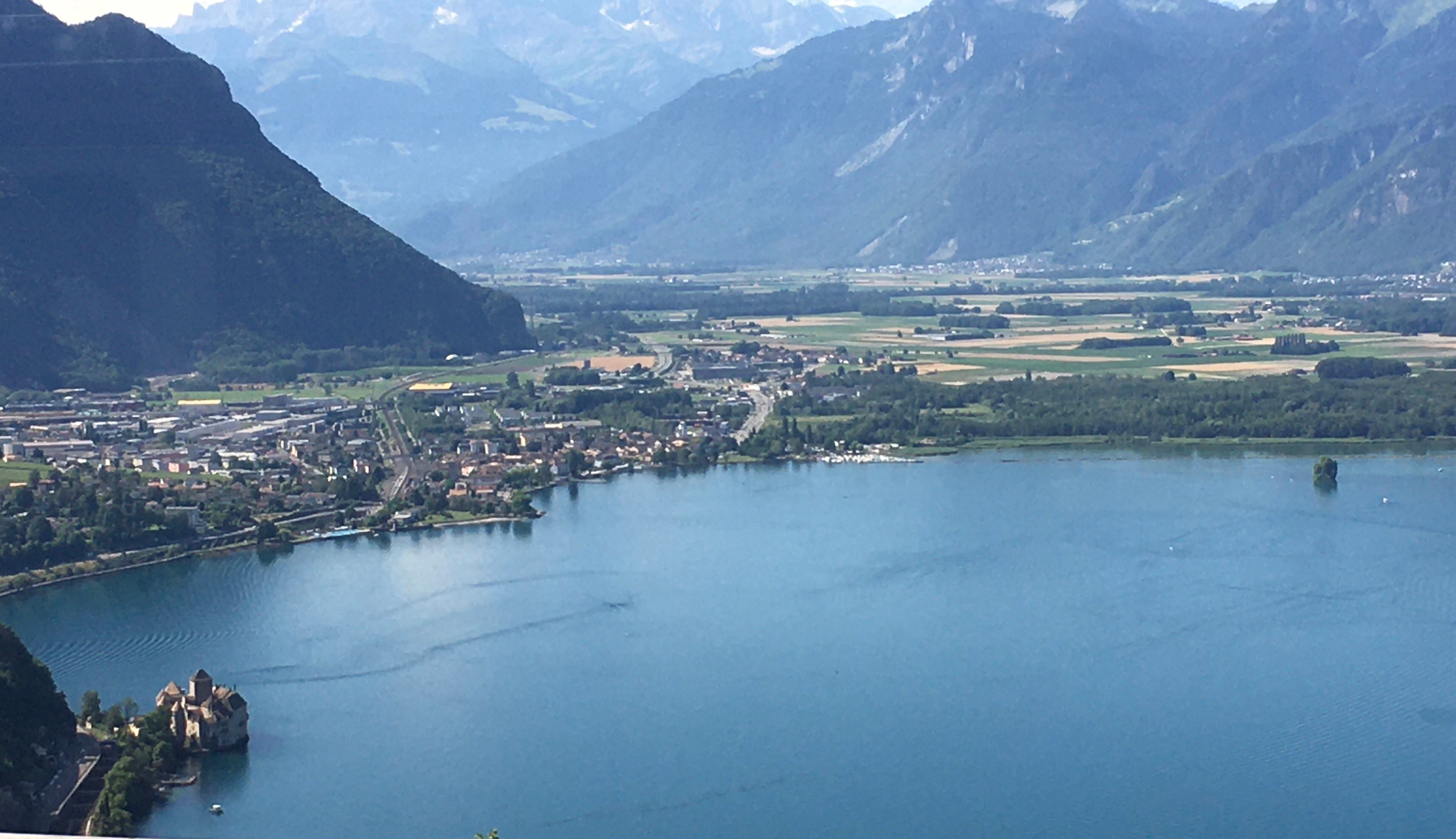
Schloss Chillon (links unten) und Île de Peilz (rechter Rand mittig)